# Alexander Lochmatter
Alexander Lochmatter (* 1837 in St. Niklaus; † 1917 ebenda) war ein Schweizer Hotelier, Bergsteiger und Bergführer.

## Familie
Alexander Lochmatter aus St. Niklaus im Schweizer Kanton Wallis ist der jüngere Bruder von Josef Marie Lochmatter, dem Begründer und Stammhalter der bekannten St. Niklauser Bergführerdynastie. Das Ehepaar Katharina Imboden und Alexander Lochmatter hatte zwei Söhne. Wie ihr Vater wurden der ältere Julius Bergführer und Gastronom, der jüngere Alexander Hotelier.
Nach einer erfolgreichen Bergführerkarriere führte Julius Lochmatter (1867–1909) einen Gastronomiebetrieb in den Birchmatten südlich von St. Niklaus Dorf. Julius heiratete in zweiter Ehe im Jahre 1898 Rosa Pollinger, eine Tochter des Bergführerpioniers Alois Pollinger.

## Hotel Lochmatter

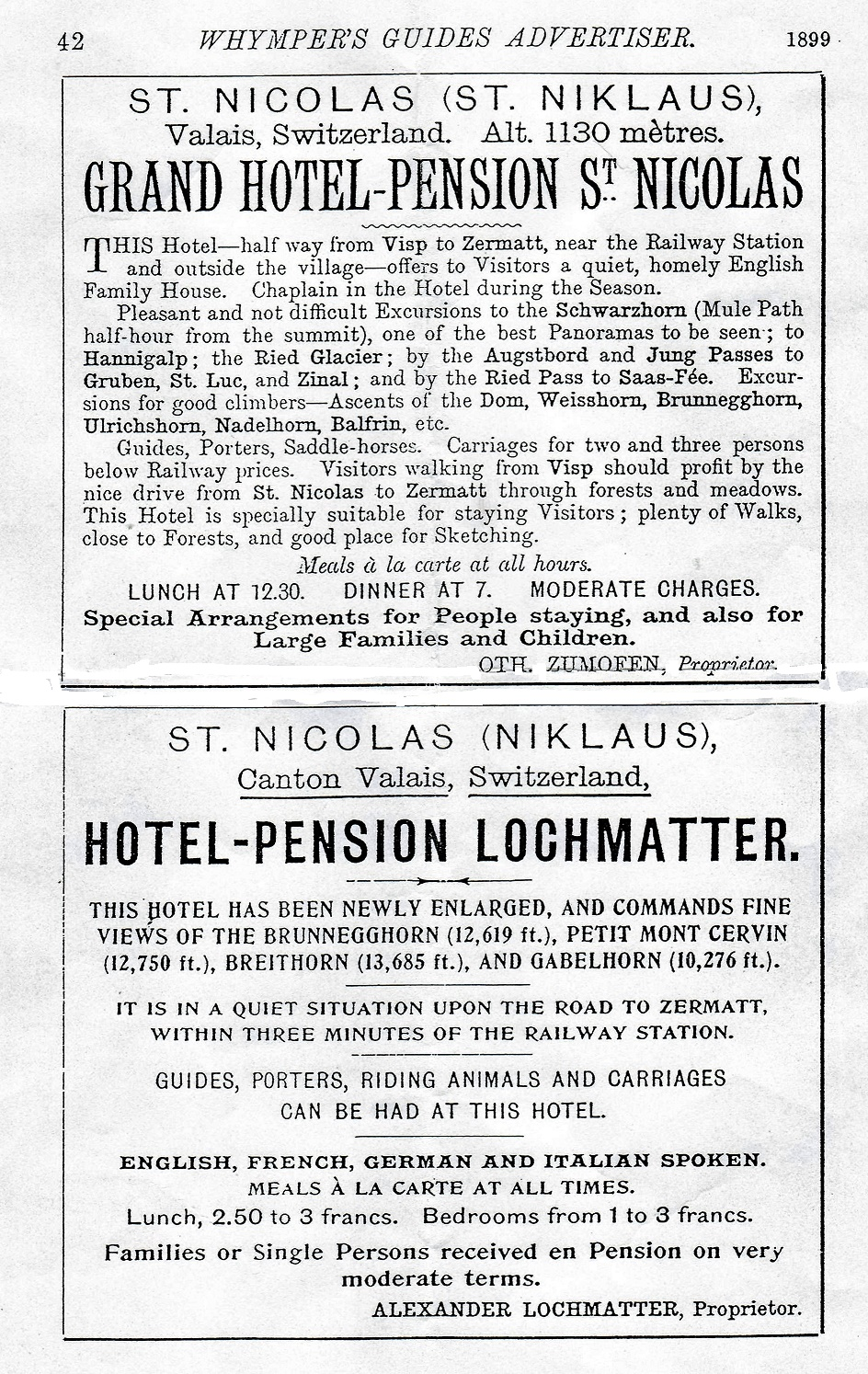
Anzeige Hotel Lochmatter in Whymper’s Guides Advertiser, London 1899.

Alexander Lochmatter baute das Hotel Lochmatter gegenüber dem Bergführermuseum in St. Niklaus Dorf und eröffnete es im Jahre 1886. U. a. Edward Whymper und seine Gattin waren Gäste im Hotel Lochmatter. Nach dem Tode von Alexander Lochmatter Senior im Jahre 1917 wurde das Hotel Lochmatter von seinem jüngeren Sohn Alexander weitergeführt. Die Familie des Alexander Lochmatter Junior zog 1919 nach Genf, nachdem das Hotel Lochmatter samt Liegenschaft an die Gemeinde St. Niklaus verkauft worden war.

## Bergführer
U. a. mit seinen beiden Brüdern Franz Josef und/oder Josef Marie unternahm Alexander Lochmatter Touren in die Alpen.
Am 15. Juli und 16. Juli 1865 beteiligte er sich an den beiden Rettungsaktionen der Verunfallten der Erstbesteigung des Matterhorns. Diesbezüglich wurde er am 22. Juli 1865 als Zeuge aufgeboten. Das entsprechende Gerichtsprotokoll erschien 1920 in der Periodika Alpine Journal des Alpine Club in französischer Sprache, das auch die Aussagen von Alexander Lochmatter zum Unglück vom 14. Juli 1865 enthält.
Am 12. Juli 1866 war er einer der Bergführer aus St. Niklaus, die den Hörnligrat des Matterhorns nach dem tragischen Unfall vom 14. Juli 1865 zum aller ersten Mal wieder angingen.
Im Jahre 1895 führten er und Edward Whymper die erste Traversierung des Gabelhornpasses durch.

## Erstbegehungen (Auswahl)
- 16. Juli 1865 Matterhorngletscher
- 1895 Gabelhornpass
- die weiteren Erstbegehungen siehe folgend unter Literatur